# Elinor Barker
Elinor Jane Barker (Cardiff, 7 settembre 1994) è una ciclista su strada e pistard britannica che corre per il team Uno-X Pro Cycling. Su pista ha vinto un oro, due argenti e un bronzo olimpici, oltre a sette titoli mondiali, tre nell'inseguimento a squadre, due nella corsa a punti, uno nello scratch e uno nell'americana, e otto titoli europei.

## Palmarès

### Pista
- 2012

Campionati europei Juniores/U23, Inseguimento individuale Juniores
Campionati europei Juniores/U23, Inseguimento a squadre Juniores (con Amy Roberts e Lucy Garner)
Campionati britannici, Inseguimento a squadre (con Emily Kay e Amy Roberts)
2ª prova Coppa del mondo 2012-2013, Inseguimento a squadre (Glasgow, con Danielle King e Laura Trott)
- 2013

Campionati del mondo, Inseguimento a squadre (con Danielle King e Laura Trott)
Campionati britannici, Inseguimento a squadre (con Danielle King, Joanna Rowsell e Laura Trott)
Campionati europei, Inseguimento a squadre (con Katie Archibald, Danielle King e Laura Trott)
1ª prova Coppa del mondo 2013-2014, Inseguimento a squadre (Manchester, con Laura Trott, Joanna Rowsell e Dani King)
2ª prova Coppa del mondo 2013-2014, Inseguimento a squadre (Aguascalientes, con Kate Archibald, Joanna Rowsell e Dani King)
- 2014

Campionati del mondo, Inseguimento a squadre (con Katie Archibald, Joanna Rowsell e Laura Trott)
Campionati britannici, Inseguimento a squadre (con Danielle King, Joanna Rowsell e Laura Trott)
Campionati europei, Inseguimento a squadre (con Katie Archibald, Ciara Horne e Laura Trott)
1ª prova Coppa del mondo 2014-2015, Inseguimento a squadre (Guadalajara, con Ciara Horne, Amy Roberts e Laura Trott)
2ª prova Coppa del mondo 2014-2015, Inseguimento a squadre (Londra, con Katie Archibald, Ciara Horne e Laura Trott)
- 2015

Campionati europei, Inseguimento a squadre (con Katie Archibald, Joanna Rowsell e Laura Trott)
- 2016

Giochi olimpici, Inseguimento a squadre (con Katie Archibald, Joanna Rowsell e Laura Trott)
2ª prova Coppa del mondo 2016-2017, Corsa a punti (Apeldoorn)
Campionati britannici, Americana (con Laura Trott)
- 2017

Campionati del mondo, Corsa a punti
Dublin International, Inseguimento individuale
Dublin International, Corsa a punti
Dublin International, Omnium
Campionati europei, Americana (con Eleanor Dickinson)
2ª prova Coppa del mondo 2017-2018, Inseguimento a squadre (Manchester, con Katie Archibald, Emily Nelson e Neah Evans)
2ª prova Coppa del mondo 2017-2018, Americana (Manchester, con Katie Archibald)
- 2018

Giochi del Commonwealth, Corsa a punti
Campionati europei, Inseguimento a squadre (con Katie Archibald, Neah Evans e Laura Kenny)
Campionati britannici, Americana (con Katie Archibald)
2ª prova Coppa del mondo 2018-2019, Inseguimento a squadre (Milton, con Katie Archibald, Eleanor Dickinson e Laura Kenny)
2ª prova Coppa del mondo 2018-2019, Americana (Milton, con Katie Archibald)
- 2019

Campionati del mondo, Scratch
Internazionale di Fiorenzuola, Americana (con Katie Archibald)
Grand Prix Brno, Americana (con Laura Kenny)
2ª prova Coppa del mondo 2019-2020, Inseguimento a squadre (Glasgow, con Katie Archibald, Eleanor Dickinson e Neah Evans)
Track Cycling Challenge, Corsa a punti
Track Cycling Challenge, Americana (con Laura Kenny)
- 2020

Campionati del mondo, Corsa a punti
Campionati europei, Corsa a eliminazione
- 2023

Campionati europei, Inseguimento a squadre (con Katie Archibald, Josie Knight, Anna Morris e Neah Evans)
Campionati europei, Americana (con Katie Archibald)
Campionati del mondo, Inseguimento a squadre (con Katie Archibald, Josie Knight, Anna Morris e Megan Barker)
Campionati del mondo, Americana (con Neah Evans)
- 2024

Coppa delle Nazioni, (Adelaide, con Katie Archibald)

### Strada
- 2012 (Juniores)

Jubilee Road Race
Campionati del mondo, Cronometro Juniores
- 2017 (Team Breeze/Selezione britannica, una vittoria)

2ª tappa, 1ª semitappa BeNe Tour (Sint-Laureins > Sint-Laureins)

## Piazzamenti

### Grandi Giri
- Giro d'Italia

2023: 58ª

### Competizioni mondiali
- Campionati del mondo su pista

Minsk 2013 - Inseguimento a squadre: vincitrice
Cali 2014 - Inseguimento a squadre: vincitrice
Cali 2014 - Inseguimento individuale: 9ª
St. Quentin-en-Yv. 2015 - Inseg. a squadre: 2ª
St. Quentin-en-Yv. 2015 - Scratch: 17ª
Londra 2016 - Inseguimento a squadre: 3ª
Hong Kong 2017 - Inseguimento a squadre: 5ª
Hong Kong 2017 - Scratch: 2ª
Hong Kong 2017 - Corsa a punti: vincitrice
Hong Kong 2017 - Americana: 2ª
Apeldoorn 2018 - Inseguimento a squadre: 2ª
Apeldoorn 2018 - Corsa a punti: 12ª
Apeldoorn 2018 - Omnium: 6ª
Pruszków 2019 - Scratch: vincitrice
Pruszków 2019 - Inseguimento a squadre: 2ª
Pruszków 2019 - Americana: 4ª
Berlino 2020 - Corsa a punti: vincitrice
Berlino 2020 - Inseguimento a squadre: 2ª
Berlino 2020 - Americana: 6ª
Roubaix 2021 - Inseguimento a squadre: 3ª
Glasgow 2023 - Inseguimento a squadre: vincitrice
Glasgow 2023 - Americana: vincitrice
Glasgow 2023 - Corsa a eliminazione: 5ª
- Campionati del mondo su strada

Copenaghen 2011 - Cronometro Juniores: 2ª
Copenaghen 2011 - In linea Juniores: 52ª
Limburgo 2012 - Cronometro Juniores: vincitrice
Limburgo 2012 - In linea Juniores: 20ª
Bergen 2017 - Cronometro Elite: 19ª
Bergen 2017 - In linea Elite: 67ª
Zurigo 2024 - In linea Elite: 61ª
- Giochi olimpici

Rio de Janeiro 2016 - Inseg. a squadre: vincitrice
Tokyo 2020 - Inseguimento a squadre: 2ª
Parigi 2024 - Inseguimento a squadre: 3ª
Parigi 2024 - Americana: 2ª

### Competizioni europee
- Campionati europei su pista

Anadia 2012 - Inseg. a squadre Juniores: vincitrice
Anadia 2012 - Inseg. individuale Juniores: vincitrice
Anadia 2013 - Inseg. individuale Under-23: 2ª
Anadia 2013 - Corsa a punti Under-23: 2ª
Apeldoorn 2013 - Inseguimento a squadre: vincitrice
Baie-Mahault 2014 - Inseguimento a squadre: vincitrice
Grenchen 2015 - Inseguimento a squadre: vincitrice
Grenchen 2015 - Corsa a punti: 8ª
St-Quentin-en-Yv. 2016 - Scratch: 2ª
St-Quentin-en-Yv. 2016 - Corsa a punti: 5ª
Berlino 2017 - Inseguimento a squadre: 2ª
Berlino 2017 - Corsa a punti: 8ª
Berlino 2017 - Americana: vincitrice
Glasgow 2018 - Inseguimento a squadre: vincitrice
Apeldoorn 2019 - Inseguimento individuale: 7ª
Plovdiv 2020 - Americana: 3ª
Plovdiv 2020 - Corsa a eliminazione: vincitrice
Grenchen 2023 - Inseguimento a squadre : vincitrice
Grenchen 2023 - Americana: vincitrice
Grenchen 2023 - Corsa a eliminazione: 4ª
- Campionati europei su strada

Drenthe 2023 - Cronometro Elite: 9ª
Drenthe 2023 - In linea Elite: 54ª